# La Broche-le-Prêtre
La Broche-le-Prêtre est un sommet secondaire du massif des Vosges situé sur la commune de Rupt-sur-Moselle dans le département des Vosges en région Grand Est. Il est le plus petit sommet de la commune avec une altitude de 657 m.

## Géographie
Reconnaissable à sa forme de pain de sucre, il domine directement le hameau des Meix qui se situe à son pied au nord du village de Rupt-sur-Moselle. Il est situé à l’extrémité d'une des arêtes occidentales du massif de Longegoutte dominée par la crête de l'Avuxon à plus de 880 m
Malgré sa superficie et son altitude modérées, le sommet présente sur sa partie sommitale nord une zone dégagée de friche qui offre un point de vue sur le massif de Longegoutte et le village de Rupt-sur-Moselle au sud. Non loin du sommet, dans la direction du massif, se trouve le refuge de la Charmotte.

## Climat
Du fait de son altitude modeste, il n'est pas autant soumis à l'influence montagnarde que les crêtes environnantes au-deçà de 800 m mais subit malgré tout un climat plus frais et venteux que la vallée en contrebas.

## Cyclisme
Par la route D466 depuis Rupt et la vallée de la Moselle, la côte à 8,2 % de moyenne sur 2,8 km est appréciée des cyclistes.